# Штефан Воґоріде
Штефан Воґоріде (болг. Стефан Богориди, грец. Στέφανος Βογορίδης, рум. Ştefan Vogoride, тур. Stefanaki Bey, 1775 або 1780 — 1 серпня 1859) — каймакам Молдови (1821-1822), князь острова Самос (1836-1849). Високопоставлений османський державний діяч болгарського походження.
Онук єпископа Софронія Врачанського, батько Александру і Ніколае Воґоріде

## Біографія
Народився в місті Котел (Болгарія). Штефан і його брат Афанас були названі Воґоріде (Боґоріде) в честь хана Бориса I, першого християнського правителя Болгарії, також відомого під ім'ям Богоріс.
Навчався в грецькомовній Академії Святого Сави в Бухаресті, де змінив болгарське ім'я Стойко на грецьке Стефан (Στέφανος). Після закінчення навчання поступив на службу в османський флот на посаду драгомана. У 1799 під командуванням Саїда Мустафи-паші взяв участь у битві при Абукирі проти Наполеона Бонапарта. Дивом врятувався після розгрому османських сил.
У 1812 Воґоріде разом з господарем Скарлатом Каллімакі відправився в Молдову і до 1819 був правителем Галаца. У 1821 під час повстання Тудора Владимиреску і вторгнення «Філікі Етерія» у ході грецької війни за незалежність Воґоріде став номінальним каймакамом Волощини і зберігав це положення під час наступу турецьких військ на Александра Іпсіланті в 1822. Після передачі влади Іоніце Стурдза повернувся на флот на посаду драгомана. У 1825-1828 перебував у вигнанні в Анатолії.
Після російсько-турецької війни 1828—1829 та укладення Адріанопольського миру був радником Махмуда II, який жалував йому титул бея («ігемона», грец. Ηγεμόνας) і призначив правителем острова Самос. Воґоріде відвідав острів лише один раз в 1839 і керував ним зі Стамбула. Він перейменував столицю острова в Стефанополіс в честь себе, і через деспотичне правління був ненависний грецькому населенню. У 1849 почалися заворушення жителів острова, які змусили султана в 1850 відправити Воґоріде у відставку.
При Абдул-Меджиді I Воґоріде був членом Танзімата і радником султана. Прийнято вважати, що він був єдиним християнином, який після падіння Константинополя в 1453 приймав у своєму будинку султана як гостя.
Воґоріде отримав дозвіл Абдул-Меджида на будівництво в Стамбулі болгарської православної церкви і в 1849 пожертвував для цієї мети свій будинок в Фенері — на цьому місці пізніше була зведена церква Святого Стефана.
Помер в 1859 в Стамбулі. В даний час саме на цьому місці стоїть відома залізна церква.